# Hippocoon (Thrace)
Pour les articles homonymes, voir Hippocoon.
Dans la mythologie grecque, Hippocoon (en grec ancien Ἱπποκόων / Hippokóōn) est un guerrier thrace, cousin de Rhésos et allié des Troyens pendant la guerre de Troie.

## Étymologie
Le nom d'Hippocoon est en grec ancien Ἱπποκόων / Hippokóōn : il s'agit d'un prénom grec, malgré le fait que le personnage soit originaire de Thrace,.
Il est composé de ἵππος / híppos (« cheval ») et de κοέω / koéō (« percevoir », « comprendre », « entendre », avec une connotation religieuse) : il signifie « qui perçoit les chevaux ».

## Mythe
Hippocoon apparait une seule fois dans l'Iliade d'Homère, au chant X. Il est le cousin de Rhésos, tué par Ulysse et Diomède infiltrés dans le camp des Thraces pendant la nuit. Alors qu'Athéna convainc Diomède de laisser le char de Rhésos pour partir avec ses seuls chevaux, Apollon réveille Hippocoon, qui lance l'alarme.
Jean Tzétzès cite également Hippocoon, comme l'un des alliés qui rejoignent les Troyens au début de la guerre.

### Sources antiques
- Homère, Iliade [détail des éditions] [lire en ligne], X, 518.
- Jean Tzétzès, Prooemium in Ilias, 794.